# Mszar Płociczno
Mszar Płociczno este o arie protejată (sit de importanță comunitară — SCI) din Polonia întinsă pe o suprafață de 181,81 ha, integral pe uscat.

## Localizare
Centrul sitului Mszar Płociczno este situat la coordonatele 53°07′23″N 19°40′16″E / 53.1231°N 19.671°E.

## Înființare
Situl Mszar Płociczno a fost declarat sit de importanță comunitară în octombrie 2009 pentru a proteja 1 specie de plante.

## Biodiversitate
Situată în ecoregiunea continentală, aria protejată conține 8 habitate naturale: Lacuri eutrofice naturale cu vegetație de tip Magnopotamion sau Hydrocharition, Pajiști uscate europene, Turbării active, Mlaștini turboase de tranziție și turbării mișcătoare, Mlaștini alcaline, Mlaștini împădurite, Păduri aluvionare cu Alnus glutinosa și Fraxinus excelsior (Alno-Padion, Alnion incanae, Salicion albae), Păduri central-europene de pin scoțian cu licheni.
La baza desemnării sitului se află o specie protejată de  plante: Angelica palustris.